# ザキール・フセイン
ウスタッド・ザキール・フセイン（Ustad Zakir Hussain、ヒンディー語: ज़ाकिर हुसैन、ウルドゥー語: زاکِر حسین、1951年3月9日 - 2024年12月15日）は、インド出身の世界的に有名なタブラ奏者。
北インドの伝統音楽、ヒンドゥスターニー音楽を基盤としているが、様々な海外ミュージシャンとも共演しており、グレイトフル・デッドのミッキー・ハートやヴァン・モリソン、ジョン・マクラフリンらとシャクティを、ビル・ラズウェルとタブラ・ビート・サイエンス等を組んでいた。

## 来歴
著名なタブラ奏者であるウスタッド・アラー・ラーカの息子として生まれ、幼い頃よりインドの伝統音楽に触れ、学び育った。12歳になる頃には北インドのプロのミュージシャンと競演をするようになる。
父の後を継ぐようにして、シタール奏者のラヴィ・シャンカルのサポートをするようになり、1970年に共にアメリカにてデビューする。ニューヨークに滞在している時、ギタリストのジョン・マクラフリンと出会い、シャクティを結成。1970年代半ばから後半にかけて活動し、活動停止するが、後年、1997年に再結成し、リメンバー・シャクティの名義でワールド・ツアーを行い、2005年に来日公演を実現している。
1999年にはビル・ラズウェルとのユニット、タブラ・ビート・サイエンスを組んでいる。2008年には南インドのカルナタカ音楽等の汎インドのパーカッショニストらによる「マスターズ・オブ・パーカッション」との来日公演も行った。同年、国立芸術基金(NEA)の人間国宝に相当するナショナル・ヘリテージ・フェローシップを受賞。2022年には、京都賞思想・芸術部門を受賞している。
2024年12月16日、家族はフセインが特発性肺線維症によりサンフランシスコで死去したと発表。15日に入院先で死去したと見られるが、当日に広報担当者がまだ治療中だとして否認した。73歳没。

## ディスコグラフィ

### リーダー・アルバム
- Evening Ragas (1970年) ※with ヴァサン・ライ
- Shanti (1971年)
- 『メイキング・ミュージック』 - Making Music (1987年) ※with ヤン・ガルバレク、ジョン・マクラフリン、ハリプラサード・チョウラシア
- Zakir Hussain and the Rhythm Experience (1987年)
- Tabla Duet (1988年) ※with アラー・ラーカ
- 『北インドの古典音楽(2)』 - Venu (1989年) ※with ハリプラサード・チョウラシア
- Maestro's Choice Series One (1991年) ※with アラー・ラーカ
- When Words Disappear (1991年) ※with デイヴィッド・トラゾフ
- 『インド〜ラーガ・プルヤ・カルヤン』 - India: Raga Purya Kalyan (1991年) ※with シヴ・クマール・シャルマ
- Flights of Improvisation (1992年) ※with G. S. Sachdev
- Sangeet Sartaj (1992年)
- The One and Only (1992年) ※with アドナン・サミー
- Music of the Deserts (1993年)
- Magical Moments of Rhythm (1993年)
- Jog And Rageshri (1994年) ※with Pandit V. G. Jog
- Ustad Amjad Ali Khan & Zakir Hussain (1994年) ※with ウスタッド・アムジャッド・アリ・カーン
- Golden Krithis Colours (1994年) ※with クンナックディ・ヴァイディヤナタン
- Kirwani: Essence Of A Raag (1995年) ※with クリシュナ・バッド
- Essence of Rhythm (1998年)
- Maestro's Choice - Series Two (1995年) ※with スルタン・カーン
- World Network Series, Vol. 1: India- Raga Purya Kalyan (1995年) ※with シヴ・クマール・シャルマ
- 『スペース・ザ・エレメンツ』 - The Elements - Space (1996年)
- Fire Dance (1998年) ※with パット・マルティーノ、ピーター・ブロック、ウスタッド・ハビブ・カーン、イリヤ・レイズマン
- 『インド古典パーカッション〜超絶のリズム』 - Super Percussion Of India (1999年)
- Golden Strings of the Sarode (2001年) ※with アーシシ・カーン
- Selects (2002年)
- Energy (2003年)
- Punjabi Dhamar (2004年)
- Raag Chandrakauns (2004年) ※with ハリプラサード・チョウラシア
- Global Drum Project (2007年、Shout Factory) ※with ミッキー・ハート、シキル・アデポジュ、ジオバーニ・イダルゴ
- 『インド古典パーカッション』 - Super Percussion Of India : Ud, Zakir Hussain (2008年)
- The Melody Of Rhythm (Triple Concerto & Music For Trio) (2009年) ※with ベラ・フレック、エドガー・メイヤー
- Good Hope (2019年) ※with デイヴ・ホランド、クリス・ポッター
- 『イズ・ザット・ソー?』 - Is That So? (2020年) ※with ジョン・マクラフリン、シャンカル・マハーデーヴァン

### シャクティ
- 『ライブ・シャクティ』 - Shakti (1976年、Columbia)
- 『ハンドフル・オブ・ビューティー』 - A Handful of Beauty (1976年、Columbia)
- 『ナチュラル・エレメンツ』 - Natural Elements (1977年、Columbia)

### リメンバー・シャクティ
- 『リメンバー・シャクティ』 - Remember Shakti (1999年、Verve)
- 『ザ・ビリーヴァー』 - The Believer (2000年、Verve)
- 『サタデー・ナイト・イン・ボンベイ』 - Saturday Night in Bombay (2001年、Verve)
- Live at 38th Montreux Jazz Festival (2004年)
- Live at Miles Davis Hall (2004年) ※1999年録音

### タブラ・ビート・サイエンス
- 『ターラの子宮』 - Tala Matrix (2000年、Axiom)
- Live in San Francisco at Stern Grove (2002年、Axiom)

### 参加アルバム
- ミッキー・ハート : Rolling Thunder (1972年)
- ジョン・ハンディ with アリー・アクバル・カーン : Karuna Supreme (1976年、MPS)
- ジョン・ハンディ : Hard Work (1976年ABC/Impulse)
- ディガ・リズム・バンド : 『ディガ』 - Diga (1976年)
- シャンカール : 『幻想悦楽園〜ジョン・マクラフリンに捧ぐ〜』 - Who's to Know (1980年)
- シャンカール : 『ソング・フォー・エヴリワン』 - Song for Everyone (1985年)
- ミッキー・ハート : At the Edge (1990年)
- ミッキー・ハート : Planet Drum (1991年)
- シャンカール : 『M.R.C.S.』 - M.R.C.S. (1991年)
- シヴ・クマール・シャルマ : 『インド音楽の巨匠-2』 - Rag Madhuvanti / Rag Misra Tilang (1993年)
- ラヴィ・シャンカル : Concert for Peace (1993年)
- シャンカール : Raga Aberi (1995年)
- ミッキー・ハート : Mickey Hart's Mystery Box (1996年)
- ジョージ・ブルックス : Night Spinner (1998年、Moment Records)
- ミッキー・ハート : Supralingua (1998年)
- ファラオ・サンダース : 『セイヴ・アワ・チルドレン』 - Save Our Children (1999年)
- ミッキー・ハート : Spirit into Sound (1999年)
- ウスタード・モハンマド・オマール : Virtuoso from Afghanistan (2002年)
- ジョージ・ブルックス : Summit (2002年、Earth Brothers Music BMI)
- ミッキー・ハート : The Best of Mickey Hart: Over the Edge and Back (2002年)
- チャールス・ロイド : Sangam (2006年)
- V.セルヴァガネーシュ : Soukha (2006年、Naive)
- ミッキー・ハート・バンド : Mysterium Tremendum (2012年)